# Escut d'Espot
L'escut oficial d'Espot, aprovat el 12 d'agost de 2024, té el següent blasonament: 
Escut caironat: d'atzur, un mont alt de dos cims d'argent movent de la punta sobremuntat d'una creu abscissa patent concavada d'or angulada de quatre raigs rectilinis d'argent; el peu de sinople, un estany d'argent i atzur. Per timbre, una corona mural de poble.
L'escut incorpora un mont alt de dos cims, que representa la muntanya dels Encantats; un estany, que simbolitza l'estany de Sant Maurici, i una creu de santa Llogaia, patrona d'Espot. Els esmalts verd i blau del camper fan referència a la natura que forma part del Parc Nacional d'Aigüestortes i Estany de Sant Maurici.